# 豆點裸胸鱔
豆點裸胸鱔（學名：Gymnothorax favagineus），又名大斑裸胸鯙、黑斑裸胸鯙，俗名薯鰻、錢鰻，為輻鰭魚綱鰻鱺目鯙亞目鯙科的其中一個種。

## 分布
本魚分部於印度太平洋溫暖海域，包括紅海、南非、留尼旺、馬達加斯加、葛摩、模里西斯、阿拉伯海、印度、斯里蘭卡、緬甸、泰國、越南、日本、台灣、菲律賓、印尼、澳洲、馬爾地夫等海域。

## 深度
水深0至40公尺。

## 特徵
本魚體色淡或灰白，體表有許多大圓形的黑色斑點；背部和側面的圓點較大，頭部的斑點則小而密，且形狀較不規則。牙齒銳利，亦造成對手嚴重傷害。體型側扁延長，頭部及尾部尤其側扁。上頷骨有齒三列，背鰭起於鰓部圓孔上方。尾端渾圓。體長可超過1公尺。

## 生態
本魚棲息在熱帶珊瑚礁的縫隙中，為夜出晝伏的魚類，嗅覺靈敏但視覺不佳，游泳能力不強，具領域性，性情兇猛，以獵食其他魚類、甲殼類為主食。

## 經濟利用
食用魚，常在海產店見到，肉質腥，紅燒時多加薑、辣椒以去除腥味。另外也常被養在水族箱供觀賞。曾有雪卡魚毒的紀錄。